# OKBギャラリー
OKBギャラリーとは、大垣共立銀行が運営する美術館。

## 概要
大垣共立銀行が開設した施設である。主に銀行主催の企画展を行うが、作品展示スペースとしても利用されている。
2011年（平成23年）9月22日、大垣共立銀行大垣駅前支店の西隣にOKBギャラリーおおがきが開館。2019年（令和元年）6月8日、大垣共立銀行豊橋支店内にOKBギャラリーとよはしが開館。2022年現在、2個所が開設されている。
延床面積は、OKBギャラリーおおがきが70.15m2。OKBギャラリーとよはしが76.67m2である。
OKBギャラリーおおがきは岐阜県まちかど美術館・博物館に登録されている。

## 利用案内

### OKBギャラリーおおがき
- 所在地：岐阜県大垣市高屋町1丁目59番地（大垣共立銀行大垣駅前支店西隣）
- 開館時間：10:00 - 17:00[5]
- 休館日：年末年始[5]
- 入館料：無料
- 交通アクセス：JR東海道本線・養老鉄道・樽見鉄道大垣駅下車、徒歩約3分

### OKBギャラリーとよはし
- 所在地：愛知県豊橋市向山町字池下5-7（大垣共立銀行豊橋支店1階）
- 開館時間：10:00 - 17:00[5]
- 休館日：不定休[5]
- 入館料：無料
- 交通アクセス：
  - 豊鉄バス天伯団地線・西口線「台町南」バス停より徒歩約1分
  - 豊橋鉄道渥美線柳生橋駅下車、徒歩約20分